# Kamenje koje jedri
Kamenje koje jedri je kamenje koje se kreće pustinjom Doline smrti, SAD, naizgled bez ikakve pokretačke snage i ostavljaju dugačke tragove kretanja. Nije poznato, što ih pokreće. Težina kamenja može iznositi i do 350 kg. Potoje brojne hipoteze o tome što uzrokuje njihovo kretanje kroz pustinju, a jedna od njih je da se povremeno tijekom noći stvara tanak sloj leda na površini preko kojeg kamenje klizi uz pomoć vjetra i otapanja leda.

## Vanjske poveznice
- The Sliding Rocks of Racetrack Playa
- The Mystery of the Rocks on the Racetrack at Death Valley
- http://www.physicsforums.com/showthread.php?p=437132
- Moving Rocks of Death Valley's Racetrack Playa
- Why Are Death Valley's Rocks Moving Themselves? by Philip Schewe (FoxNews)
- How Do Death Valley’s “Sailing Stones” Move Themselves Across the Desert?  Arhivirana inačica izvorne stranice od 13. lipnja 2013. (Wayback Machine) Smithsonian Magazine, June 2013